# Estados Unidos en los Juegos Paralímpicos de Innsbruck 1988
Estados Unidos estuvo representado en los Juegos Paralímpicos de Innsbruck 1988 por un total de 45 deportistas, 31 hombres y 14 mujeres.

## Medallistas
El equipo paralímpico estadounidense obtuvo las siguientes medallas:
| Nombre           | Deporte        | Evento                             |
| ---------------- | -------------- | ---------------------------------- |
| Oro              |                |                                    |
| Diana Golden     | Esquí alpino   | Descenso LW2 femenino              |
| Diana Golden     | Esquí alpino   | Eslalon gigante LW2 femenino       |
| Dan Ashbaugh     | Esquí alpino   | Descenso LW1 masculino             |
| Dan Ashbaugh     | Esquí alpino   | Eslalon LW1 masculino              |
| Dan Ashbaugh     | Esquí alpino   | Eslalon gigante LW1 masculino      |
| Paul Dibello     | Esquí alpino   | Eslalon gigante LW3 masculino      |
| Robert Walsh     | Esquí de fondo | 15 km distancia corta B3 masculino |
| Plata            |                |                                    |
| Cara Dunne       | Esquí alpino   | Descenso B1 femenino               |
| Cara Dunne       | Esquí alpino   | Eslalon gigante B1 femenino        |
| Martha Hill      | Esquí alpino   | Descenso LW2 femenino              |
| Martha Hill      | Esquí alpino   | Eslalon LW2 femenino               |
| Lana Jo Chapin   | Esquí alpino   | Descenso LW4 femenino              |
| Lana Jo Chapin   | Esquí alpino   | Eslalon gigante LW4 femenino       |
| Nancy Gustafson  | Esquí alpino   | Descenso LW6/8 femenino            |
| Kathy Pitcher    | Esquí alpino   | Eslalon gigante LW6/8 femenino     |
| Marilyn Hamilton | Esquí alpino   | Eslalon gigante LW10 femenino      |
| Mark Godfrey     | Esquí alpino   | Descenso LW1 masculino             |
| Mark Godfrey     | Esquí alpino   | Eslalon LW1 masculino              |
| Mark Godfrey     | Esquí alpino   | Eslalon gigante LW1 masculino      |
| Greg Mannino     | Esquí alpino   | Descenso LW2 masculino             |
| Greg Mannino     | Esquí alpino   | Eslalon gigante LW2 masculino      |
| Kip Roth         | Esquí alpino   | Descenso LW5/7 masculino           |
| Kip Roth         | Esquí alpino   | Eslalon LW5/7 masculino            |
| David Jamison    | Esquí alpino   | Eslalon LW2 masculino              |
| Bronce           |                |                                    |
| Rik Heid         | Esquí alpino   | Descenso LW4 masculino             |
| Rik Heid         | Esquí alpino   | Eslalon LW4 masculino              |
| Robert Stroshine | Esquí alpino   | Descenso LW9 masculino             |
| Robert Stroshine | Esquí alpino   | Eslalon gigante LW9 masculino      |
| Don Garcia       | Esquí alpino   | Eslalon LW9 masculino              |
| Joe Walsh        | Esquí de fondo | 30 km distancia larga B3 masculino |